# Peter Freuchen
Peter Freuchen, född 2 februari 1886 i Nykøbing Falster på Falster, död 2 september 1957 i Anchorage i Alaska, var en dansk journalist, äventyrare, upptäcktsresande och författare. Han blev känd som deltagare i expeditioner på Grönland.

## Biografi

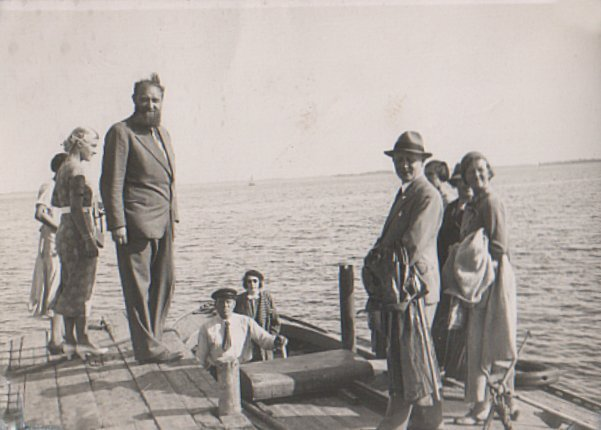
Peter Freuchen med gäster på Enehøje.

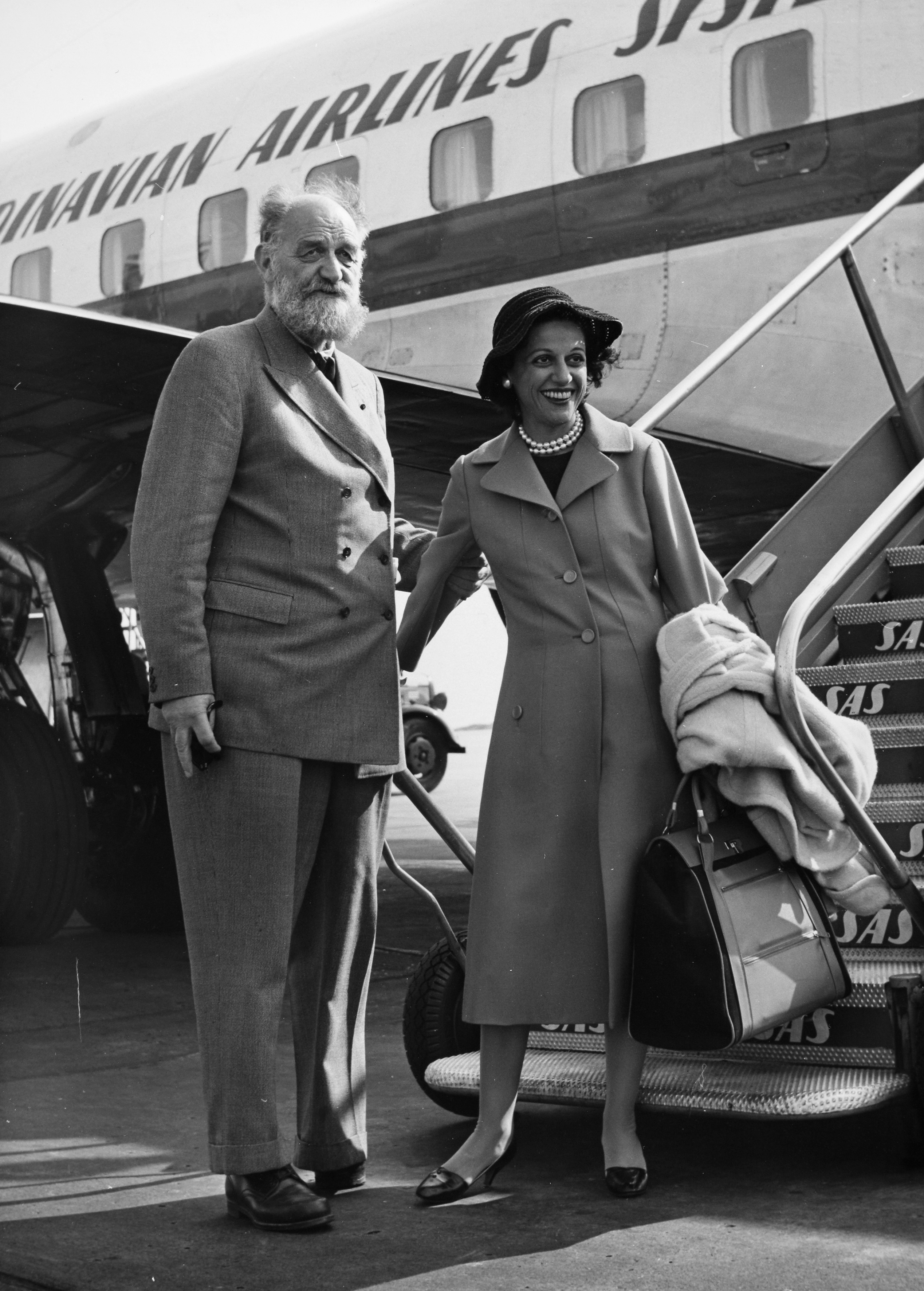
Peter Freuchen med sin fru Dagmar Cohn.

Peter Freuchen föddes i Nykøbing Falster i Danmark som son till Lorentz Benzon Freuchen (1859−1927) och Anne Petrine Frederikke Rasmussen (1862−1945). Han omnämns ibland vara av judisk härkomst men i en bok om honom berättar en vän hur Freuchen erkände att han inte var jude men att han likväl återkommande påstod detta, inte minst i fall någon i ett sällskap kunde misstänktas vara antisemitisk.
Han studerade medicin på Köpenhamns universitet. Hans liv som arktisutforskare startade 1906 då han anslöt sig till den expedition som leddes av Ludvig Mylius-Erichsen 1906−1908 och som utforskade nordöstra Grönland. 1908 mötte Freuchen Knud Rasmussen och tillsammans startade de en handelsstation i Thule (idag Uummannaq) på nordvästra Grönland. Han tillbringade många år i Thule och träffade där sin första fru, Navarana Mequpaluk. De gifte sig 1911 och hade en son samt dottern Pipaluk Jette Tukuminguaq Kasaluk Palika (1918–1999), författare och gift med Bengt Häger. År 1921 år dog Mequpaluk i spanska sjukan och 1924 gifte han om sig med Magdalene Vang Lauridsen. Hon var dotter till margarindirektören Johannes Lauridsen. Han skilde sig från henne 1944 och gifte sig med Dagmar Cohn 1945.
Peter Freuchen korsade Grönlands glaciärer tre gånger tillsammans med Knud Rasmussen. För att göra efterforskningar efter Mylius-Erichsens dagböcker och skaffa upplysningar om hans uppsökares, Mikkelsens och Iversens, öde anträdde Rasmussen och Peter Freuchen samt två grönländare 6 april 1912 en färd från Kap York tvärs över Nordgrönlands inlandsis och kom efter 16 dagsresor – nio dagar måste de för snöstorm tillbringa i tält – till Danmarksfjorden och for därifrån västerut till Pearykanalen, som antagits skilja Peary Land från det övriga Grönland och utgöra en fortsättning av Independencefjorden till Lincolnhavet, men som befanns vara ett stort isfritt och öppet uppland, som även Mylius-Erichsens expedition funnit. Där uppehöll sig sällskapet över en månad med naturvetenskapliga och etnografiska samlingar, varefter återfärden anträddes till stationen Thule i Kap York dit de anlände 15 september. 
Efter att han förfrusit foten och tvingats amputera den bosatte han sig på ön Enehøje i Nakskov Fjord tillsammans med hustrun och dottern Pipaluk. Där bodde under en period hustruns brorsbarn, däribland Ingrid Vang Nyman. År 1935 besökte han Sydafrika och i slutet av 1930-talet Sibirien. Han grundade 1938 den fortfarande existerande Eventyrernes Klub, vilken senare Peter Freuchens minne genom att bland annat plantera en ek nära den plats där han lämnade Danmark 1906 för att resa till Grönland. Eken står fortfarande kvar öster om Langeliniebroen i centrala Köpenhamn, nära statyn Den lille havfrue.
Peter Freuchen arbetade också som filmmanusförfattare och specialiserade sig på Arktisrelaterade filmer. Han skrev bland annat manuset till den Oscarsbelönade filmen Eskimå som hade premiär 1933. Under andra världskriget var han aktiv inom den danska motståndsrörelsen mot den tyska ockupationen, trots att han 1926 förlorade ett ben till följd av köldskador. Han fängslades första gången 1943 men släpptes. 1944 var han på väg att gripas igen, men hann fly till Sverige där han uppehöll sig innan reste över till USA. Han hade då blivit ombedd av Danmarks ambassadär i USA, Henrik Kaufmann, att komma över och tala för Danmarks sak. 
Peter Freuchen medverkade 1956 i det amerikanska TV-programmet The $64,000 Question och vann högsta priset. Freuchen avled i en hjärtattack på Elmendorf Air Base i Alaska 1957.

## Utmärkelser
Asteroiden 3369 Freuchen är uppkallad efter honom.